# 愛煩多王子冒險中
《愛煩多王子冒險中》（英語：The Heroic Quest of the Valiant Prince Ivandoe）是由阿甘妙世界动画师伊娃·李·沃尔伯格（Eva Lee Wallberg）和克里斯汀·鲍文-安德森（ChristianBøving-Andersen）共同创作的動畫。 于2017年11月20日开始在丹麦，冰岛，芬兰，挪威和瑞典的卡通頻道上播出。  该系列是卡通頻道歐洲工作室 所制作的第二部作品 。 本作是對沃尔特•斯科特爵士在1820年出版的小说《撒克遜英雄傳》所做的戲仿。
2020 年 6 月 15 日，Cartoon Network 宣布訂購長篇系列，將製作40集11分鐘的劇集。

## 劇情
為了尋找黃金羽毛，愛煩多王子與他的隨從伯特必須經歷重重關卡，前往雄鷹之山，在這過程中他們將遇見各式各樣的挑戰。本作是以每集一個單元的方式播出的小短劇。

## 角色
愛煩多（英文名：Ivandoe）
本作主角，角色形象是一頭鹿，身分為王子，隨身配戴一把用木頭做的劍(泰坦雷電)，對自己王室的身分感到自豪，常常展現出死愛面子的那一面，喜歡潔莎貝。
伯特（英文名：Bert）
愛煩多的隨從，角色形象為一隻藍色小鳥，頭上戴著一頂小帽子，工作是幫愛煩多解決問題跟抬轎。非常聰明而且擅長察言觀色，總是能想到辦法化解危機。
斯煩（英文名：Svan）
天鵝國的王子，愛煩多的死對頭，是一隻很惡劣的天鵝，有一隻豚鼠隨從名叫托比。經常惡整跟言語羞辱愛煩多，也會到處霸凌別人。劍術意外的不錯。
潔莎貝（英文名：Jezebel）
盜賊王國的公主，角色形象是一隻可愛小豬，個性強悍狡猾不服輸，有一隻喜鵲隨從名叫瑪姬。對愛煩多有好感，每次離開愛煩多時，都會回頭多看他一眼再離去。
莎拉寶（英文名：Syllabob）
深水王國的公主，角色形象是一隻恐怖的深海燈籠魚人，她的隨從住在她的魚鰓裡，個性任性刁蠻，想要的東西會對父王吵鬧討要，具有神秘的力量。
斯煩德琳（英文名：Svandaline）
斯煩的妹妹，角色形象是一隻美麗的天鵝，初登場時美貌驚豔全場，伯特深深為她著迷，迷戀於她。個性善良體貼愛笑，聰明有學識。愛煩多一開始對她很警戒，但在一次受傷時斯煩德琳為他療傷後，深受感動視她為摯友。不過那是因為當時的她頭部受創失去記憶...
小蛋糕（英文名：Cupcake）
高傲的叢林戰士，角色形象是一隻貴賓犬，從小迷失在森林裡，養成自立自強的飆悍個性。但有著容易被馴化的天性，常常被人利用這個當弱點。一開始跟愛煩多有過節，後來跟愛煩多贏得彼此的尊重。
波里斯（英文名：Boris）
自稱猛牙波里斯，角色形象是一隻野豬，有三隻三胞胎野豬兄弟當小弟，亡命之徒森林的強盜團之一，對小弟們很照顧。身材壯碩但矮小，個性狂妄自大又自戀，對自己的獠牙很自豪，喜歡潔莎貝。
壞心眼的地精們（英文名：sassy gnomes）
六位狡詐愛騙人的地精，會變裝成各種人、物進行詐騙，有嚴重的潔癖，重視的橋被弄髒了會進行嚴厲的報復。大招是合體成大隻的地精鐵金剛進行嚇唬攻擊。
羅賓兔（英文名：Rabbit Hood）
抱持著"反抗威權、劫富濟貧"浪漫幻想的義賊，角色形象是一隻可愛小兔兔。會將從權貴那偷來的財寶，胡亂送給她自認為是貧民的人們。擅長射箭而且準度不錯。
鵝劇魅影
披著斗篷隱藏自己面目的禽類。小時候因聽信愛煩多的激勵話語，而有了成為美麗天鵝的夢想，但隨著年齡增長外貌卻愈加丑陋而夢想破滅崩潰。這股怨恨讓他決定要對愛煩多進行復仇。
達利（英文名：Dudley）
達利堂弟，愛煩多的遠親，角色形象是一頭駝鹿。個性上是被寵壞頑皮的屁孩，做事都隨心所欲而不顧他人，自私自利亂拿或弄亂別人的東西。跟愛煩多相處的時間裡，漸漸地帶壞愛煩多。
鼴鼠鎮的暗黑之王（英文名：The Dark Lord Of Moletown）
因為愛煩多的關係(耶魯獸的眼淚)，而使得眼睛治癒能清楚目視一切，角色形象是一隻鼴鼠。崇拜愛煩多，但只是想要利用他那治癒眼睛的力量。等他的部隊眼睛都治癒後，就要佔領地面統治。
思賓樂樂 公主（英文名：Princess Sprinkle Joy）
蜜橡果王國的公主，角色形象是一隻松鼠。個性相當的神經質，不合她意就會歇斯底里地暴走。不容任何人質疑或動搖她的權威，會把惹她生氣的人丟入地穴餵巨紅猛獸。
金鎖鏈王子（英文名：Prince Goldenlocks）
食人魔地下王國的王子，角色形象是一位高大的食人魔。一個愛唱歌跳舞、友善的食人魔。愛煩多帶他逃到地表世界，短暫的一起旅行一陣子。後來在愛煩多被地精"老爹"抓住時，在拯救的過程中，精湛的滑冰技巧被老爹看上，成為地精頭。
駿馬英雄
白馬英雄，角色形象是一隻高大強壯英俊的白馬。非常擅長拯救弱小、擊敗惡獸，是位英勇的英雄。但是心態不正，會跟被拯救的人們要求給紅蘿蔔為代價。

## 外部鏈接
- 互联网电影数据库（IMDb）上《愛煩多王子冒險中》的资料（英文）